# Grunilde
Grunilde chiamata anche Gunhilde oppure Gunnhild (... – Inghilterra, 13 novembre 1002) era una principessa, probabilmente figlia di Aroldo I di Danimarca.

## Biografia
Probabilmente era la sorella di Sweyn Barbaforcuta, re di Danimarca, dunque figlia di Aroldo I Denteazzurro. Era sposata con Pallig, un danese che serviva il re d'Inghilterra, Etelredo l'Impreparato, come ealdorman del Devonshire. Essa era probabilmente in Inghilterra in qualità di ostaggio quando fu uccisa nel massacro del giorno di San Brizio, ordinato da Etelredo. Sembra che il marito Pallig sia stato ucciso nel massacro o che Pailing sia stato il fautore di questo nel momento in cui abbandonò il servizio verso Etelredo.
Gli storici sono divisi tra chi la considera sorella di Sweyn Barbaforcuta e chi invece considera questa relazione come frutto di fonti non coeve: Ryan Lavelle è scettico sull'affidabilità delle successive fonti medievali, come la Cronaca di Giovanni di Wallingford, che la menziona. Tuttavia, Frank Stenton sostenne la relazione come poggiante su di una "tradizione ben documentata", asserendo che il desiderio di vendicare la morte della sorella era probabilmente il motivo principale che scatenò l'invasione dell'Inghilterra da parte di Sweyn nel 1003.

## Ascendenza
|                        |                     |                       | Genitori |  |  | Nonni |  |  | Bisnonni                |  |  | Trisnonni                   |  |
|                        |                     |                       |          |  |  |       |  |  | Harthacnut di Danimarca |  |  | Sigurd Serpente nell'Occhio |  |
|                        |                     |                       |          |  |  |       |  |  | Harthacnut di Danimarca |  |  | Sigurd Serpente nell'Occhio |  |
|                        |                     | Blaeja di Northumbria |          |  |  |       |  |  | Harthacnut di Danimarca |  |  |                             |  |
| Gorm il Vecchio        |                     |                       |          |  |  |       |  |  | Harthacnut di Danimarca |  |  |                             |  |
|                        |                     | …                     | …        |  |  |       |  |  |                         |  |  |                             |  |
|                        |                     | …                     | …        |  |  |       |  |  |                         |  |  |                             |  |
|                        |                     | …                     | …        |  |  |       |  |  |                         |  |  |                             |  |
| Aroldo I di Danimarca  |                     | …                     |          |  |  |       |  |  |                         |  |  |                             |  |
|                        |                     | …                     | …        |  |  |       |  |  |                         |  |  |                             |  |
|                        |                     | …                     | …        |  |  |       |  |  |                         |  |  |                             |  |
|                        |                     | …                     | …        |  |  |       |  |  |                         |  |  |                             |  |
| Thyra                  |                     | …                     |          |  |  |       |  |  |                         |  |  |                             |  |
|                        |                     | …                     | …        |  |  |       |  |  |                         |  |  |                             |  |
|                        |                     | …                     | …        |  |  |       |  |  |                         |  |  |                             |  |
|                        |                     | …                     | …        |  |  |       |  |  |                         |  |  |                             |  |
| Grunilde di Danimarca  |                     | …                     |          |  |  |       |  |  |                         |  |  |                             |  |
|                        | Björn III di Svezia | Erik Anundsson        |          |  |  |       |  |  |                         |  |  |                             |  |
|                        | Björn III di Svezia | Erik Anundsson        |          |  |  |       |  |  |                         |  |  |                             |  |
|                        | Björn III di Svezia | …                     |          |  |  |       |  |  |                         |  |  |                             |  |
| Olof (II) Björnsson    | Björn III di Svezia |                       |          |  |  |       |  |  |                         |  |  |                             |  |
|                        |                     | …                     | …        |  |  |       |  |  |                         |  |  |                             |  |
|                        |                     | …                     | …        |  |  |       |  |  |                         |  |  |                             |  |
|                        |                     | …                     | …        |  |  |       |  |  |                         |  |  |                             |  |
| Gyrid di Svezia        |                     | …                     |          |  |  |       |  |  |                         |  |  |                             |  |
|                        |                     | …                     | …        |  |  |       |  |  |                         |  |  |                             |  |
|                        |                     | …                     | …        |  |  |       |  |  |                         |  |  |                             |  |
|                        |                     | …                     | …        |  |  |       |  |  |                         |  |  |                             |  |
| Ingeborg Thrandsdotter |                     | …                     |          |  |  |       |  |  |                         |  |  |                             |  |
|                        |                     | …                     | …        |  |  |       |  |  |                         |  |  |                             |  |
|                        |                     | …                     | …        |  |  |       |  |  |                         |  |  |                             |  |
|                        |                     | …                     | …        |  |  |       |  |  |                         |  |  |                             |  |
|                        |                     | …                     |          |  |  |       |  |  |                         |  |  |                             |  |